# Ева-Марія Лійметс

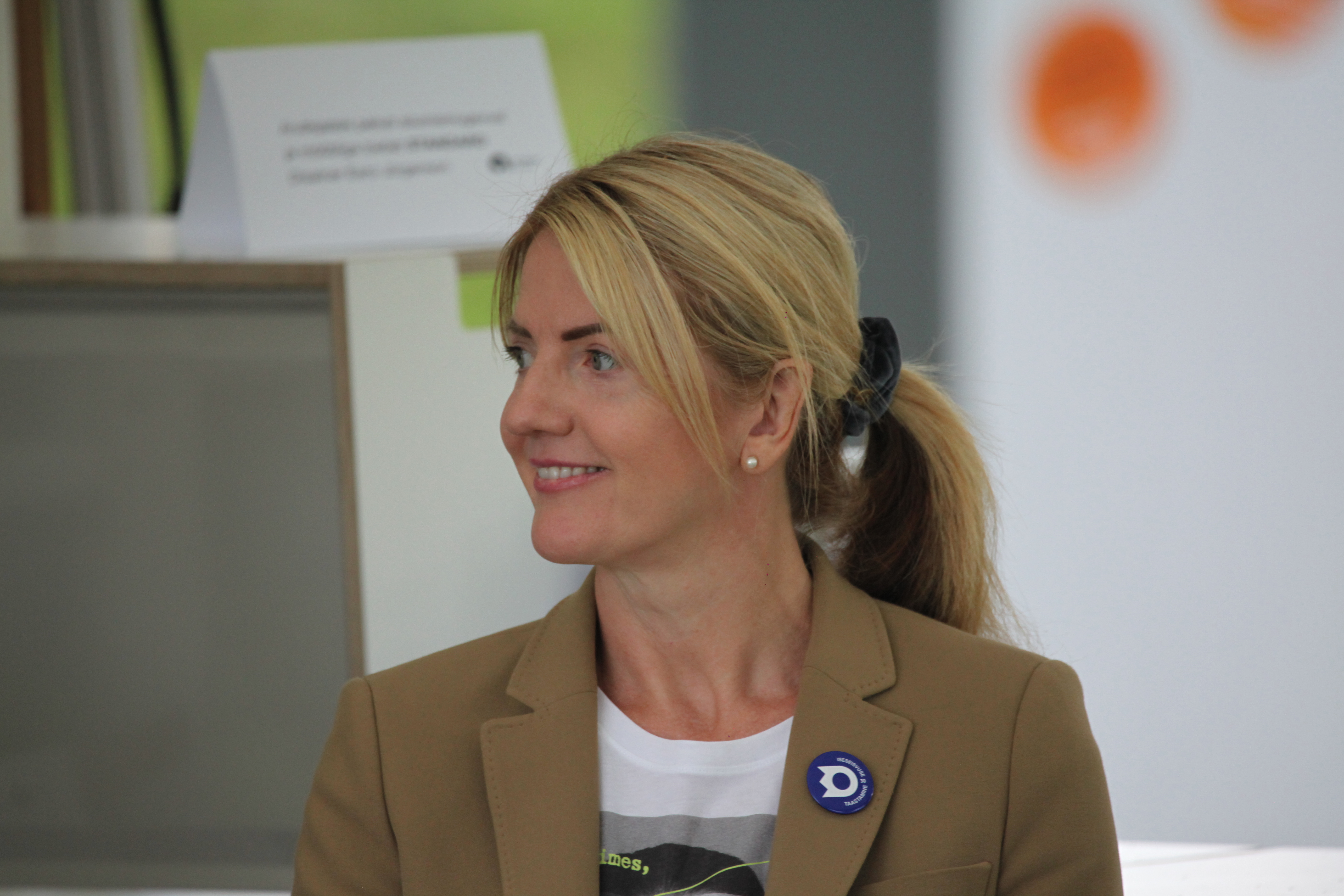
Ева-Марія Лійметс (2021)

Ева-Марія Лійметс (ест. Eva-Maria Liimets, нар. 31 травня 1974, Таллінн, Естонська РСР) — естонська політична діячка. Міністр закордонних справ в уряді Каї Каллас з 26 січня 2021 до 3 червня 2022 року. У січні 2021 Центристська партія Естонії номінувала її як незалежну кандидатку. Увійшла до складу партії 9 червня 2021 року.
Посол Естонії в Чехії, Словенії та Хорватії (2017—2021).

## Кар'єра
У 1997—1999 рр. — працювала в міністерстві закордонних справ.
У 1999—2003 рр. — дипломат з питань економіки в посольстві в Римі.
У 2003—2006 рр. — другий секретар політичного відділу міністерства закордонних справ.
У 2006—2009 рр. — перший секретар, згодом — заступник керівника посольства у Вашингтоні.
У 2009—2014 рр. — директор бюро міжнародних організацій Міністерства закордонних справ.
У 2014—2017 рр. — генеральний консул у Нью-Йорку.
У 2017—2018 рр. — радник європейського відділу Міністерства закордонних справ Естонії.
У 2017—2021 рр. — посол у Чехії, акредитована також у Словенії та Хорватії.
3 червня 2022 року Кая Каллас відкликала сімох міністрів із Центристської партії після того як центристи разом із депутатами EKRE відхилили під час голосування у парламенті проєкт про переведення початкової освіту на естонську. Серед міністрів, які втратили посаду, була й Лійметс як міністр від Центристської партії.

## Освіта
Закінчила Тартуський університет за спеціальністю «публічне адміністрування» (1996) та магістратуру Естонської школи бізнесу за спеціальністю «міжнародне управління бізнесом» (2005). Пройшла 19-ий Міжнародний навчальний курс щодо політики безпеки, проведений Женевським центром політики безпеки (GCS).

## Особисте життя
Розлучена, має дитину. Володіє естонською, англійською, німецькою, італійською та російською мовами.